# Pedro Almató Bình
Pedro Almató Bình (1830 - 1861) là một linh mục Công giáo, tu sĩ Dòng Đa Minh. Ông sống trong giai đoạn còn bị bắt đạo ở Việt Nam, và bản thân ông cũng bị chính quyền đương thời xử trảm. Ông được Giáo hoàng Gioan Phaolô II tuyên thánh cùng với 116 vị khác vào ngày 19 tháng 6 năm 1988.

## Tiểu sử
Ông được sinh ra trong một gia đình Công giáo, vào ngày 1 tháng 11 năm 1830 tại thị trấn Vic, thuộc Catalonia, Tây Ban Nha. Nguyên tên ông trong tiếng Catalunya là Pere Almató i Ribera, trong đó Pere trong tiếng Catalunya hay Pedro trong tiếng Tây Ban Nha là tên thánh lúc nhỏ của ông, đặt theo tên Thánh Phêrô. Khi trở thành linh mục, ông mới lấy thêm tên Thánh Giuse.
Tháng 8 năm 1847, ông theo Dòng Đa Minh ở Ocanha để học đạo, chuẩn bị bước vào con đường linh mục truyền giáo ở Phương Đông, nhưng bị cha mẹ phản đối vì họ không muốn ông đi xa. Ngày 26 tháng 9 năm 1848, ông được chấp thuận gia nhập dòng Đa Minh. Tháng 9 năm 1852, lúc này đã được phong làm thầy giảng (hay còn gọi là Phó tế), ông được chỉ định sang Manila, Philippines để thụ phong linh mục, trước khi được cử sang miền Bắc Việt Nam để truyền giáo.
Năm 1855, sau khi đi vòng qua Hồng Kông, Macao, ông cũng đến Bắc Việt Nam, tại một nơi tên là Nam Chân vào ngày 11 tháng 7. Tại đây, ông trình diện với linh mục đại diện tỉnh dòng Salvatore Masso, rồi được đưa tới Bùi Chu. Từ đây, ông được gọi một tên mới theo tiếng Việt là Bình, ý chỉ đến tâm hồn bình an của ông. Ông học tiếng Việt tại Kẻ Mốt một năm, rồi được cử làm linh mục quản xứ Thiết Nham.
Năm 1858, trước tình hình vua Tự Đức ráo riết bắt đạo Công giáo, Giám mục Hermosilla truyền lệnh cho ông sang Trung Hoa tránh nạn, nhưng cuộc tẩu thoát không thành. Sau đó ông sống trốn tránh ở Kẻ Nê và Thọ Ninh.
Năm 1861, ông trốn đi một lần nữa với Giám mục Ochoa Vinh và Giám mục Hermosilla, nhưng kế hoạch không thành. Hermosilla bị bắt ngày 20 tháng 10 năm 1861, còn ông và Ochoa Vinh được ông trùm xứ tên Trọng giúp đỡ, trốn đến Kim Phô, nhờ một vị quan huyện là Hán Cáp giúp đỡ. Quan này hứa giúp đỡ, nhưng sau đó lại báo quan tỉnh Hải Dương. Ngày 25 tháng 10 năm 1861, quan huyện Thanh Hà đến bắt ông và Ochoa Vinh giải về Hải Dương. Ông bị xử trảm ngày 1 tháng 11 năm 1861, vào đúng ngày sinh nhật lần thứ 31 của ông.